# Turanogonia kalimpongensis
Turanogonia kalimpongensis là một loài ruồi trong họ Tachinidae.